# Муниципальное образование «Олонки»
Олонкское сельское поселение — муниципальное образование со статусом сельского поселения в
Боханском районе Иркутской области России. Административный центр — посёлок Олонки.

## Демография
По результатам Всероссийской переписи населения 2010 года
численность населения муниципального образования составила 2857 человек, в том числе 1329 мужчин и 1528 женщин.